# Temnora
Temnora é um gênero de mariposa pertencente à família Bombycidae.